# Diane Bish
Diane Joyce Bish (ur. 25 maja 1941 w Wichita) – amerykańska organistka i kompozytorka; producent programu telewizyjnego Joy of Music.

## Życiorys
Gry na organach uczyła się pod kierunkiem Dorothy Addy i Mildred Andrews. Następnie otrzymała stypendium Fulbrighta oraz stypendium rządu Francji na studia w Amsterdamie, gdzie jej nauczycielem był Gustav Leonhardt; oraz w Paryżu pod kierunkiem Nadii Boulanger i Marie-Claire Alain.
Na początku lat 70. została organistką Coral Ridge Presbyterian Church w Fort Lauderdale na Florydzie, gdzie zaprojektowała 117-głosowe organy zbudowane przez firmę Fratelli Ruffatti. Na początku lat 80. zaczęła prowadzić cotygodniowy program telewizyjny Joy of Music. Wraz z ekipą tego programu odwiedziła wiele miejsc na całym świecie, gdzie grała na znanych instrumentach. Do 2009 roku wyprodukowano ponad 500 odcinków

## Dyskografia
Nagrała ponad 30 płyt na wielu znanych organach, np. w Haarlem, Canterbury, Paryżu.

## Twórczość
Jest autorem 7 książek i licznych kompozycji organowych, m.in.:
- Festival Te Deum, na organy i orkiestrę
- Lead On, O King Eternal, na organy i chór
- Passion Symphony, na organy (z towarzyszeniem narratora)
- Symphony of Psalms, na organy, chór, orkiestrę z towarzyszeniem solisty
- Morning Has Broken, na organy, chór i orkiestrę z towarzyszeniem narratora
- "German Carol Fantasy", na organy
- "Dance of the Trumpets", na organy
- "Introduction, Theme and Variations on "All Creatures of Our God and King", na organy